# Raben (Rabenstein/Fläming)
Das Dorf Raben liegt im Planetal ca. 1 km von der Sumpfquelle des Flüsschens Plane, inmitten des Naturparks Hoher Fläming und ist ein Ortsteil der Gemeinde Rabenstein/Fläming mit etwa 150 Einwohnern.

## Geschichte
Am 1. Juli 2002 bildete Raben mit fünf weiteren Gemeinden die neue Gemeinde Rabenstein/Fläming.

## Politik
Der derzeitige Ortsvorsteher ist Marco Neue, nachdem Mike Hesse 2012 zurücktrat.

## Infrastruktur
- Bundesautobahn 9
- Deutsche Alleenstraße
- Europaradweg R1
- Tour Brandenburg
- Europäischer Fernwanderweg E11

## Sehenswürdigkeiten
Sehenswert sind die Burg Rabenstein, die mittelalterliche Dorfkirche Raben und das Naturparkzentrum „Alte Brennerei“ des Naturparks Hoher Fläming. Um den Ort herum bestehen eine Reihe von ausgeschilderten Wanderwegen, unter anderem auch ein Rundweg (Naturlehrpfad) von der Burg zum Dorf und zurück.